# Temple du Rivage
Le Temple du Rivage, construit de 700 à 728, doit son nom au fait qu'il a été construit au bord de la mer, sur un promontoire s'avançant dans le golfe du Bengale à Mahabalipuram, un village au sud de Chennai (ex Madras) dans l'État du Tamil Nadu en Inde. Ce village était un port très actif aux VIIIe et IXe siècles sous la dynastie Pallava, et notamment sous le roi Narasimhavarman II (en).
Avec l'ensemble du groupe des monuments de Mahabalipuram (en), il a été classé comme un site du patrimoine mondial de l'UNESCO .

## Architecture

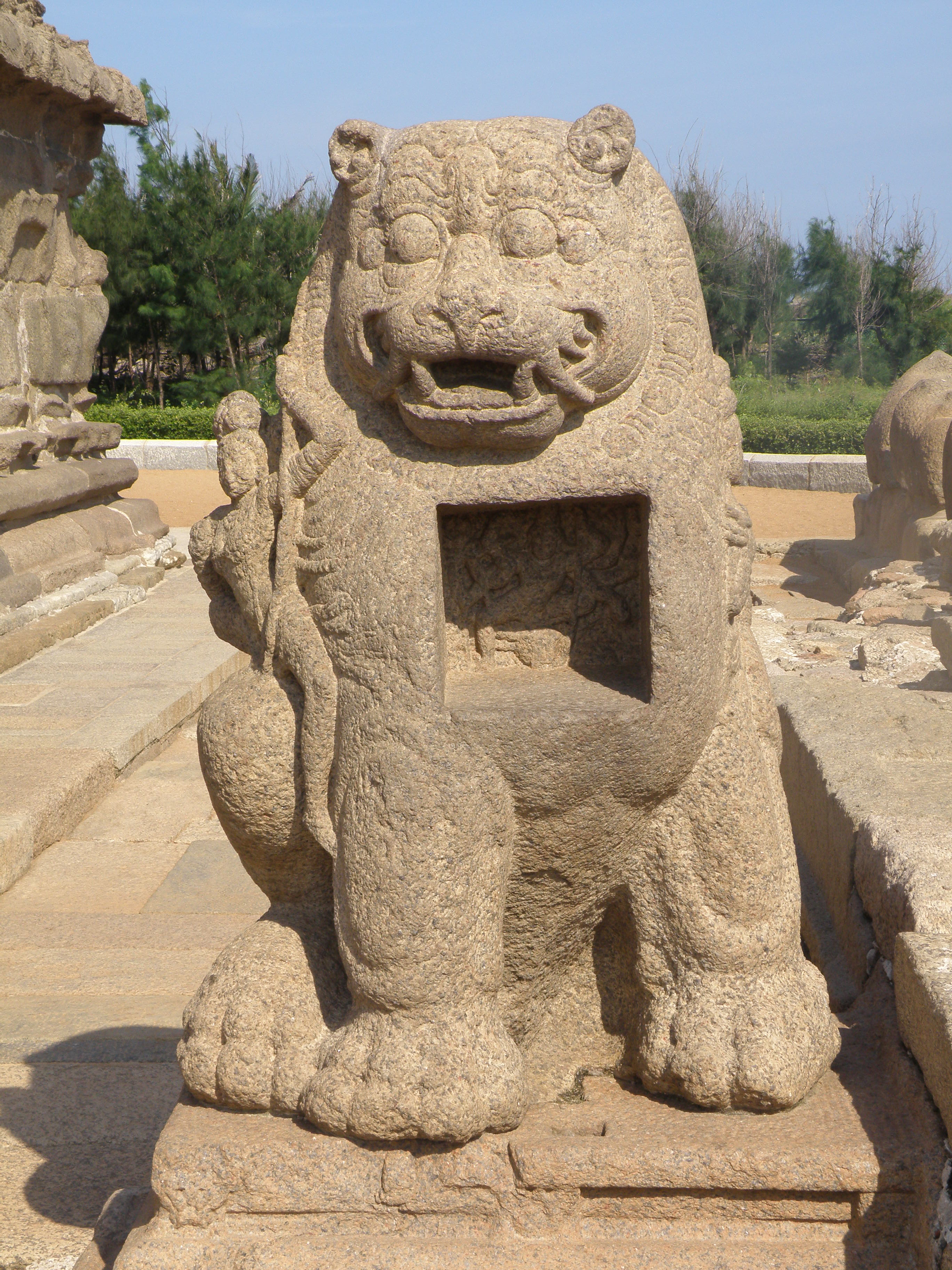
Dourga sur son lion avec une niche pour un petit sanctuaire

Le Temple du Rivage est l'un des premiers temples construits, par opposition aux temples d'architecture monolithe, creusés dans des grottes ou complètement excavés dans des falaises. Comme les Cinq Ratha tout proches. Le temple est construit avec des blocs de granit de provenance locale.
Le temple, qui a souffert depuis douze siècles de sa situation sur le rivage, est maintenant protégé de l'érosion éolienne par une haie et de celle des vagues par des blocs de rocher mis en place par le gouvernement d'Indira Gandhi, blocs qui lui ont permis de résister à la vague du tsunami du 26 décembre 2004 . Des fouilles récentes ont montré de nouvelles structures sous le sable ,.
Le temple n'est pas en activité . Il est d'ailleurs possible qu'il ne l'ait jamais été, les Pallavas étant grands amateurs d'art, soucieux d'élaborer un style propre et ayant déjà créé pour cela les Pancha Rathas qui sont également des maquettes quasiment grandeur nature de temples jamais consacrés.

## Structure
Le temple est une combinaison de trois sanctuaires. Le temple principal présente une structure pyramidale de 18 m de haut et repose sur une plate-forme carrée de 16m de côté,.
Il est consacré à Shiva. L'entrée se fait par une porte de type gopura qui s'ouvre sur la mer située à l'Est. Les marins pouvaient même apercevoir l'intérieur du temple depuis leurs navires .
Chaque étage est bien différencié avec un avant-toit bombé en surplomb qui apporte de l'ombre. Le sanctuaire abrite un lingam . Sur le mur du fond on trouve un haut-relief de Somaskanda : la triple image de Shiva, son épouse et leur enfant Skanda 
Un sanctuaire plus petit est également dédié à Shiva dans son aspect Ksatriyasimnesvara .
Un troisième vers l'intérieur des terres à l'ouest est dédié à un aspect de Vishnu : Vishnu reposant sur le serpent Sesha ,,.
Le mur extérieur du sanctuaire de Vishnou et la face intérieure du mur d'enceinte sont abondamment sculptés et surmontés de grandes sculptures de Nandi . Les murs extérieurs du temple sont divisés en baies, dont la partie inférieure est sculptées de lions  . 
Les temples sont cernés d'un petit mur portant des rangées de taureaux à bosse couchés .
La configuration du Temple du Rivage avec un sanctuaire de Vishnu situé entre deux sanctuaires de Shiva illustre la cohabitation des différentes mouvements religieux.

### Divinités
Le cœur du sanctuaire (garbha griha) contient un lingam symbolisant Shiva. Une petite salle de type mandapa, entourée par un gros mur extérieur laisse un petit espace pour la circumambulation de type Parikrama. À l'arrière on trouve deux sanctuaires avec des orientations opposées. Le sanctuaire intérieur dédié à Ksatriyasimnesvara est accessible au travers d'un passage tandis que l'autre, dédié à Vishnou, est accessible par l'extérieur.
À l'extérieur, on trouve une petite statue de Dourga assise sur une grande statue de sa monture (vahana), le lion. La cavité dans le poitrail du lion contient une représentation de Durgâ Mahîshâsuramardini  qui faisait probablement fonction d’autel.